# Beau Dommage
Pour leur album, voir Beau Dommage (1994).
Beau Dommage est un groupe folk rock québécois, formé en 1972. Il se compose de Pierre Bertrand (chant, basse, guitares, claviers), Marie Michèle Desrosiers (chant, claviers), Réal Desrosiers (batterie, percussions), Michel Hinton (claviers, accordéon), Pierre Huet (textes), Robert Léger (claviers, flûte, textes), et Michel Rivard (chant, guitares, textes).
La formation musicale se distingue surtout par le son unique des harmonies vocales, l'originalité et la qualité des textes, l'éclectisme des musiques et la quantité impressionnante de créateurs au sein du groupe. Lancé le 9 décembre 1974, Beau Dommage, le premier album du groupe, remporte un succès phénoménal, notamment avec le titre La Complainte du phoque en Alaska. Le deuxième album, Où est passée la noce ?, paraît en 1975 et connaît tout autant de succès. Les microsillons Un autre jour arrive en ville et Passagers sont tous deux lancés en 1977.
Tous les disques du groupe atteignent le statut de disque d'or (au moins 50 000 exemplaires vendus). Le groupe se dissout en 1978, et se reforme en 1994 pour une courte période de deux ans, le temps d'un nouvel album studio et d'une tournée majeure au Québec, et en Europe. Ils ne se réunissent qu'en de très rares occasions par la suite, en 2005 et 2009.

## Biographie

### Formation (1972–1973)

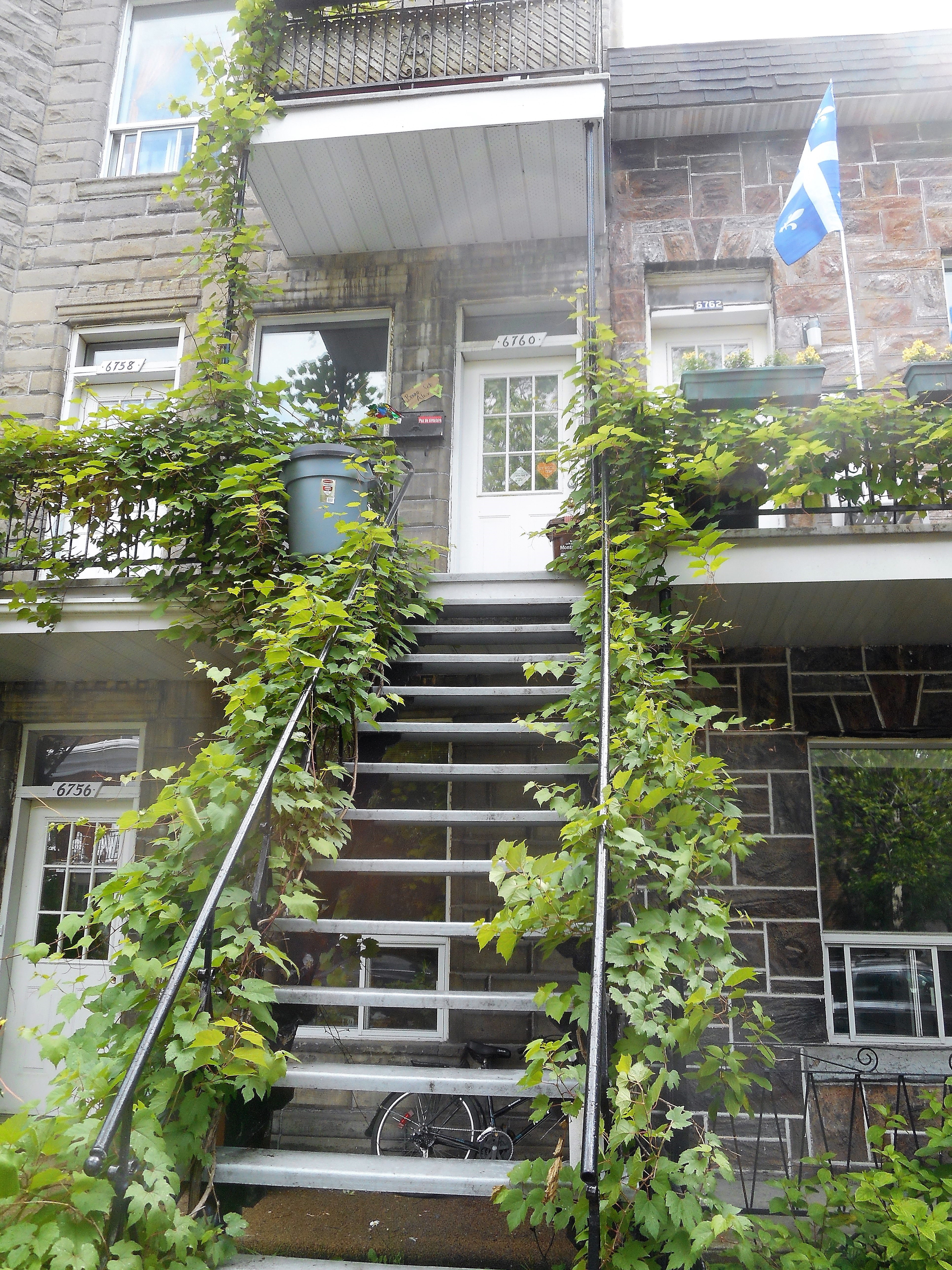
Le 6760 Saint-Vallier, où a résidé Robert Léger.

Le nom du groupe, Beau Dommage, s'inspire d'une vieille expression québécoise signifiant « bien sûr, bien entendu », « certainement ! » ». Les origines du groupe Beau Dommage sont retracées grâce à deux filières distinctes : La Famille Casgrain et La Quenouille bleue.
Pierre Bertrand, Michel Hinton et Michel Rivard sont membres du groupe musical La Famille Casgrain, tandis que Michel Hinton, Pierre Huet, Robert Léger et Michel Rivard font partie de la troupe musicale et théâtrale La Quenouille bleue, berceau de l'humour absurde au Québec. Lorsque La Quenouille bleue cesse ses activités, Pierre Huet, Robert Léger et Michel Rivard font immédiatement appel à Pierre Bertrand pour fonder les assises d'une nouvelle association qui n'a pas encore de nom. C'est le début de la grande aventure de Beau Dommage. Ce sont ces rencontres hebdomadaires, cette coopération, cette création collective qui entraîneront une révolution dans le paysage musical québécois.
Élève de l'École nationale de théâtre du Canada, Marie Michèle Desrosiers est ensuite recrutée à la suite d'une audition. Réal Desrosiers décroche quant à lui le poste de batteur, en réponse à une annonce sur le tableau d’affichage de l'Université du Québec à Montréal (UQAM). Tout est désormais en place pour que Beau Dommage prenne définitivement son envol.

### Débuts (1974–1978)
Lancé en décembre 1974, le premier album du groupe, intitulé tout simplement Beau Dommage, connaît un immense succès au Québec et en Europe. Le disque se vend à 210 000 exemplaires en quatre semaines. Ginette, Le Picbois, Tous les palmiers, À toutes les fois, Harmonie du soir à Châteauguay, 23 décembre, Le Géant Beaupré, Montréal, La Complainte du phoque en Alaska (reprise, entre autres, par Félix Leclerc et par le groupe français Chanson Plus Bifluorée), toutes ces chansons sont désormais des classiques de la chanson québécoise. Plusieurs de ces titres tournent encore régulièrement à la radio. En tout, plus de 400 000 exemplaires de ce premier album seront vendus.
Où est passée la noce ?, le deuxième album de la formation, est publié en 1975, et certifié disque de platine, soit 100 000 exemplaires vendus, le jour même de sa sortie. Il comprend entre autres les chansons Le Blues de la métropole (Métropole fait référence à la ville de Montréal), J'ai oublié le jour, Heureusement qu'il y a la nuit et Un incident à Bois-des-Filion, une grande chanson, dans tous les sens du mot, occupant à elle seule toute la face B du microsillon. Après les deux premiers albums, Robert Léger décide de quitter sa fonction de musicien au sein du groupe, mais continue à contribuer à l'écriture et à la composition des chansons. Michel Hinton, un ami musicien de longue date, est choisi pour le remplacer.
Le 24 juin 1976 à Montréal, alors même que le groupe lance son troisième album, Un autre jour arrive en ville, une Saint-Jean-Baptiste historique rassemble 400 000 spectateurs dans le parc du Mont-Royal. Beau Dommage y fait équipe avec les groupes Harmonium, Octobre et Contractions pour offrir le spectacle O.K. nous v’là. Quelques semaines après les évènements de la Fête Nationale, Beau Dommage est appelé à composer la trame sonore du film Le soleil se lève en retard de Michel Tremblay et André Brassard. C'est également en 1976 que Beau Dommage remporte le Grand Prix international de la jeune chanson, décerné en France.
Le 24 juin 1977, concert historique. Le Parti québécois est au pouvoir et les québécois célèbrent leur Fête nationale pour la toute première fois. La ville de Longueuil reçoit également de la visite pour l'occasion : Beau Dommage et Félix Leclerc s'accompagnent mutuellement et chantent ensemble sur une même scène. Le nouveau premier ministre du Québec, René Lévesque, leur fait l'honneur de sa présence. En 1977, jouissant déjà d'une très grande popularité en Europe, Beau Dommage accepte d'y faire une première tournée majeure en compagnie de Julien Clerc.

### Séparation et retours (1984-1993)

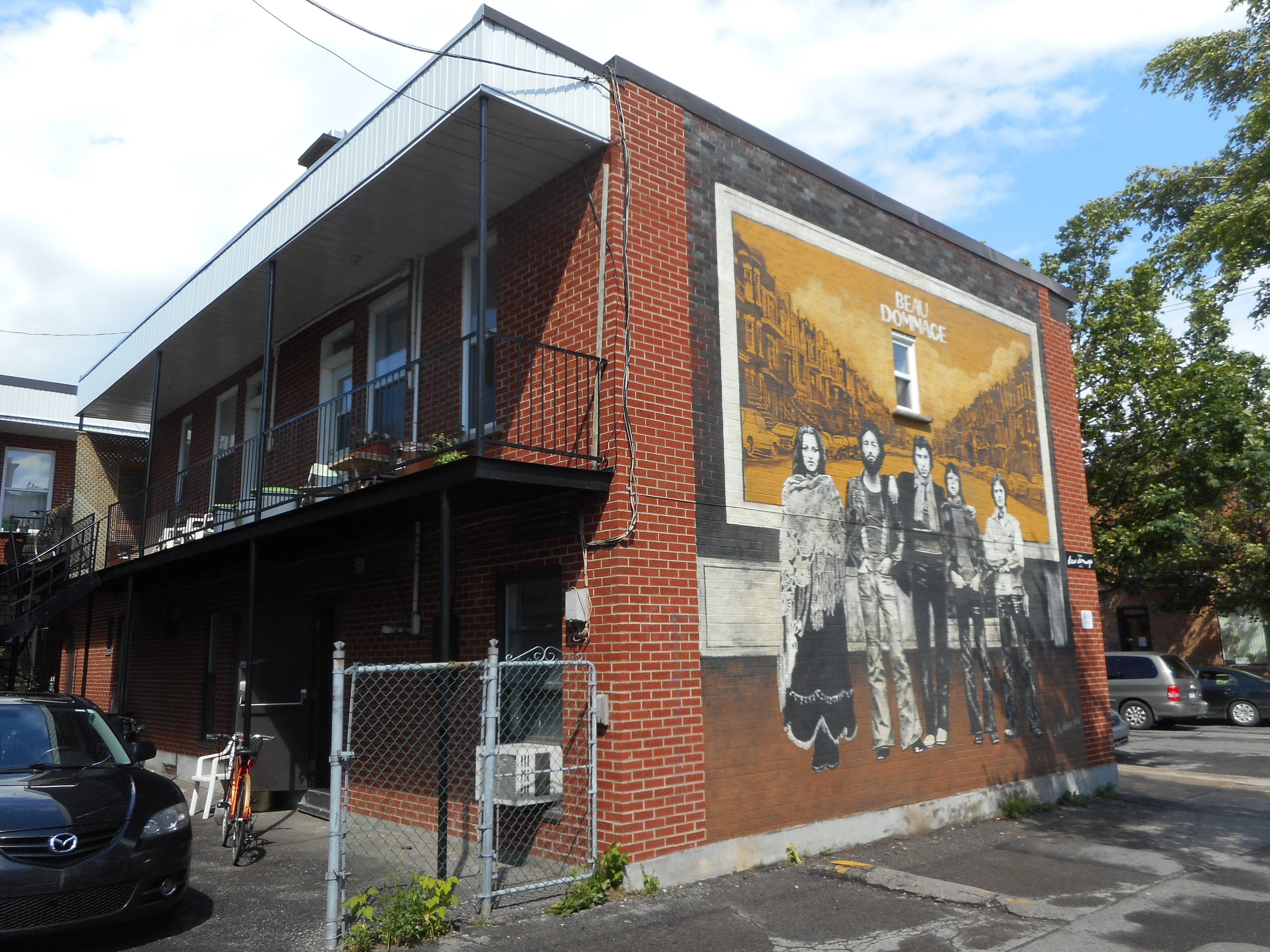
Ruelle Beau Dommage, derrière le 6760 Saint-Vallier.

Malgré tous ces succès, la volonté de Michel Rivard de percer individuellement cause une première dissolution du groupe en 1978. Michel Rivard d'abord, puis Marie Michèle Desrosiers ensuite, entament alors des carrières solo. Finalement, Pierre Bertrand fera de même. Robert Léger, quant à lui, réalise le premier album de Paul Piché en 1977, compose la musique de Pied de poule en 1982, puis coécrit L'Amour a pris son temps (thème du film La Guerre des tuques) en 1984. En 1984, année de son dixième anniversaire d'existence, Beau Dommage crée le spectacle des Retrouvailles pour remercier le public légion de son indéfectible affection et loyauté envers le groupe. Cela se traduit d'abord par deux spectacles dans le Vieux-Port de Québec, suivis peu de temps après de quatre autres au Forum de Montréal. À cette occasion, la compagnie de disque crée L'Intégral, un coffret contenant les quatre premiers albums studio du groupe.
En 1992, les membres du groupe se rassemblent, le temps de faire partie d'un spectacle au Forum de Montréal dans le cadre des festivités entourant le 350e anniversaire de la fondation de Montréal. L'accueil qui leur est réservé est aussi imprévu que délirant.

### Nouvel album (1994 à aujourd'hui)
En 1994, à la surprise générale, les membres de Beau Dommage annoncent leur retour ensemble, et lancent un tout nouvel album studio de chansons originales. En 1995, à la suite d'une imposante tournée au Québec et en Europe, le groupe tire sa révérence et laisse en souvenir l'album Rideau, enregistré en direct lors de cette série de spectacles.
Le 17 mai 2005, le disque Beau d'hommage voit le jour. Une douzaine d'artistes québécois y reprennent à leur manière les 11 chansons du premier album éponyme du groupe en plus de la chanson Un incident à Bois-Des-Fillion reprise par Daniel Boucher et la version de Félix Leclerc enregistrée en 1974 de La Complainte du phoque en Alaska qui clôt le disque. Le 28 juillet 2005, toute une soirée des Francofolies est consacrée aux chansons de ce disque hommage. Plusieurs artistes de renom  y participent dont Paul Piché, Mes Aïeux, les sœurs McGarrigle. Pour clore la soirée, les membres du groupe Beau Dommage au grand complet s'installent à leur tour sur la grande scène et y interprètent quelques chansons bien connues de leur répertoire devant une foule record et sous un tonnerre d’applaudissements.
En 2009, Pierre Bertrand, Marie Michèle Desrosiers, et Michel Rivard se retrouvent sur le plateau de télévision de Star Académie, et chantent ensemble un pot-pourri des plus grands succès de Beau Dommage, lors du gala d'ouverture. Toujours en 2009, afin de célébrer dignement le 35e anniversaire de la formation, le groupe présente L'Album de famille, coffret souvenir incluant les cinq albums studio, des maquettes, des chansons inédites, ainsi que deux DVD.
Pendant l'été 2015, le Cirque du Soleil rend hommage au groupe par un spectacle intitulé Le Monde est fou, qui a lieu à Trois-Rivières.

## Honneurs et hommage

### Lauréat et nomination

#### Gala de l'ADISQ

##### artistique
| Année | Catégorie                                            | Pour                              | Résultat   |
| ----- | ---------------------------------------------------- | --------------------------------- | ---------- |
| 1984  | trophée Félix témoignage                             | Beau Dommage                      | lauréat    |
| 1985  | microsillon de l'année                               | Beau Dommage au forum de Montréal | nomination |
| 1985  | spectacle de l'année - musique et chansons pop       | Beau Dommage au forum de Montréal | nomination |
| 1995  | album de l'année - meilleur vendeur                  | Beau Dommage (1994)               | lauréat    |
| 1995  | album de l'année - populaire                         | Beau Dommage (1994)               | lauréat    |
| 1995  | chanson populaire de l'année                         | Échappé belle                     | nomination |
| 1995  | groupe de l'année                                    | Beau Dommage                      | lauréat    |
| 1995  | spectacle de l'année - auteur-compositeur-interprète | Beau Dommage                      | lauréat    |
| 1996  | album de l'année - populaire                         | Rideau                            | nomination |
| 1996  | chanson populaire de l'année                         | Tout simplement jaloux            | nomination |
| 1996  | groupe de l'année                                    | Beau Dommage                      | nomination |

##### industriel
| Année | Catégorie                          | Pour                           | Résultat   |
| ----- | ---------------------------------- | ------------------------------ | ---------- |
| 1985  | metteur en scène de l'année        | Beau Dommage                   | nomination |
| 1995  | scripteur de spectacles de l'année | Beau Dommage pour Beau Dommage | nomination |

#### Prix Juno
| Année | Catégorie                            | Pour                | Résultat   |
| ----- | ------------------------------------ | ------------------- | ---------- |
| 1975  | groupe le plus prometteur de l'année | Beau Dommage        | nomination |
| 1976  | groupe de l'année                    | Beau Dommage        | nomination |
| 1976  | album le plus vendu                  | Beau Dommage        | nomination |
| 1996  | album francophone le plus vendu      | Beau Dommage (1994) | nomination |

### Autres
Le 28 avril 2009, Beau Dommage est reçu à l'Assemblée nationale du Québec qui adopte une motion unanime soulignant « la contribution remarquable » de Beau Dommage « au patrimoine culturel et artistique du Québec ». Tour à tour, chacun des membres de la formation reçoit la Médaille d'honneur de l'Assemblée nationale du Québec. Beau Dommage devient ainsi le premier artiste de l'histoire à se voir accorder une telle distinction.
En juillet 2013, Postes Canada immortalise le groupe Beau Dommage en émettant un timbre à son effigie.
Pour célébrer les quarante ans d'existence de Beau Dommage, la Ville de Montréal songe à honorer le groupe en baptisant soit un parc, un espace public ou une rue du nom de Beau Dommage. L'un de ces projets devient réalité en juin 2015 : derrière le 6760, rue Saint-Vallier, se trouve désormais la « ruelle Beau-Dommage ». Une fresque qui représente la pochette de leur premier album est peinte à cet endroit.
En septembre 2017, le Panthéon des auteurs et compositeurs canadiens intronise Beau Dommage.

#### Comédie musicale
En 2010, l'entreprise Productions Périphérie crée la comédie musicale Le Blues d'la métropole. Le spectacle est basé sur l’œuvre du groupe. Les comédiens Normand D'Amour, Pascale Montreuil et Sophie Tremblay en sont les principaux interprètes.

## Discographie

### Coffret
1991 : L'Intégrale (Capitol Records)

### 45 tours
- 1974 : Le Picbois /  À toutes les fois, Capitol, 85.102[23]
- 1975 : Tous les palmiers / Le Géant Beaupré, Capitol, 85.105
- 1975 : Harmonie du soir à Châteauguay / La Complainte du phoque en Alaska, Capitol, 85.109 / Europe : Capitol, 2 C 004-81917
- 1975 : Tous les palmiers / Montréal, Capitol 2 C 010-82055 - publication européenne
- 1975 : Le Blues d'la métropole / Assis dans' cuisine, Capitol, 85.113 / Europe : Capitol, 2 C 010-82176
- 1976 : Motel « Mon repos » / J'ai oublié le jour, Capitol, 85.118
- 1976 : Heureusement qu'il y a la nuit / Bon débarras, Capitol, 85.122
- 1976 : Amène pas ta gang / Montréal, Capitol, 85.124
- 1977 : Gisèle en automne / Générique / Son ancien chum, Capitol, 85.131 (tiré du film Le soleil se lève en retard d'André Brassard)
- 1977 : Seize ans en soixante-seize / Contre lui, Capitol, 85.134
- 1977 : Tout va bien / Marie-Chantale, Capitol, 85.136
- 1977 : Rouler la nuit / Le Passager de l'heure de pointe, Capitol, 85.140
- 1977 : Une amie d'enfance / Fin de soirée, Capitol, 85.141 - instrumentaux extraits de la pièce de théâtre Une amie d'enfance de  Louise Roy et Louis Saia.
- 1977 : C'est samedi soir / Cinéma. Capitol SP 524 - publication européenne
- 1977 : Tout va bien / Ça fait longtemps. Capitol SP 523 - publication européenne
- 1978 : Hockey / Le cœur endormi, Capitol, 85.144
- 1984 : 23 décembre / Tellement on s'aimait, Polydor, DJ 73 - Enregistré au Forum de Montréal.
- 1984 : Le Rapide blanc / Le Rapide blanc (version courte), Polydor, 85 - Enregistré au Forum de Montréal.
- 1994 : Échappé belle / Échappé belle (pour promotion et Jukebox) - Audiogram AD-5209